# 1996 dans le catholicisme
Chronologie du catholicisme
- 1992
- 1993
- 1994
- 1995
- 1996
- 1997
- 1998
- 1999
- 2000

Cet article présente les faits marquants de l'année 1996 dans le catholicisme.

## Évènements
- 5 au 12 février : voyage apostolique du pape au Guatemala, au Nicaragua, au Salvador et au Venezuela.
- 22 février : publication de la constitution apostolique Universi Dominici gregis sur la vacance du siège apostolique et l'élection du nouveau souverain pontife.
- 14 avril : voyage apostolique du pape en Tunisie.
- 17 au 19 mai : voyage apostolique du pape en Slovénie.
- 21 mai : annonce par les terroristes du GIA de l'assassinat des moines de Tibhirine (Algérie).
- 2 juin : canonisation de Jean-Gabriel Perboyre, Égide Marie de Saint Joseph et Juan Grande Roman.
- 21 au 23 juin : voyage apostolique du pape en Allemagne.
- 1er août : assassinat de Pierre Claverie, évêque d'Oran.
- 6 et 7 septembre : voyage apostolique du pape en Hongrie.
- 19 au 21 septembre : voyage apostolique du pape en France.
- 24 novembre : béatification de Catherine Jarrige.
- 17 décembre : Pierre Toussaint est reconnu vénérable par le pape Jean-Paul II.

## Naissances
- 29 avril : Timothée de Rauglaudre, journaliste français, spécialiste des questions religieuses

## Décès

### Janvier
- 8 janvier : Guy Deroubaix, prélat français, évêque de Saint-Denis (° 10 juin 1927)
- 28 janvier : Francis L. Sampson, prêtre et aumônier militaire américain (° 29 février 1912)

### Février
- 2 février : Bernard Hubert, prélat canadien, évêque de Saint-Jean-Longueuil (° 1er juin 1929)
- 8 février : 
  - Bruno Hussar, prêtre dominicain franco-israélien, fondateur de la Maison Saint-Isaïe et de Neve Shalom - Wahat as Salam (° 5 mai 1911)
  - Derek Worlock, prélat britannique, archevêque de Liverpool (° 4 février 1920)

### Mars
- 3 mars : John Joseph Krol, cardinal américain, archevêque de Philadelphie (° 26 octobre 1910)
- 8 mars : Alfredo Vicente Scherer, cardinal brésilien, archevêque de Porto Alegre (° 5 février 1903)
- 12 mars : Pie Raymond Régamey, prêtre dominicain, historien de l'art et écrivain français (° 10 janvier 1900)

### Avril
- 18 avril : Jean Cuminal, prélat français, évêque de Blois (° 2 avril 1923)
- 22 avril : Mario Luigi Ciappi, cardinal et théologien italien (° 6 octobre 1909)
- Avril ou mai : Sept moines de Tibhirine, trappistes, missionnaires en Algérie et martyrs français : 
  - Bienheureux Christian de Chergé (° 18 janvier 1937
  - Bienheureux Luc Dochier (° 31 janvier 1914)
  - Bienheureux Paul Favre-Miville (° 17 avril 1939)
  - Bienheureux Christophe Lebreton (° 11 octobre 1950)
  - Bienheureux Bruno Lemarchand (° 1er mars 1930)
  - Bienheureux Célestin Ringeard (° 29 juillet 1933)

### Mai
- 3 mai : Maxim Hermaniuk, prélat canadien gréco-catholique, archevêque de Winnipeg des Ukrainiens (° 30 octobre 1911)
- 6 mai : Léon-Joseph Suenens, cardinal belge, archevêque de Malines-Bruxelles et primat de Belgique (° 16 juillet 1904)
- 9 mai : Luciano Angeloni, prélat italien, diplomate du Saint-Siège et archevêque titulaire de Vibo (de) (° 2 décembre 1917)
- 17 mai : Pierre Bordet, prêtre, géologue et volcanologue français (° 4 décembre 1914)
- 30 mai : Léon-Étienne Duval, cardinal français, archevêque d'Alger (° 9 novembre 1903)

### Juin
- 25 juin : Xavier Morilleau, prélat français, évêque de La Rochelle puis évêque titulaire de Colonia-en-Cappadoce (de), précédemment évêque titulaire d'Ancusa (de) (° 14 février 1907)

### Août
- 1er août : Bienheureux Pierre Claverie, prélat dominicain français d'Algérie, évêque d'Oran assassiné (° 8 mai 1938)
- 2 août : Jean Pihan, prêtre, journaliste, auteur et éducateur français (° 20 mai 1912)
- 7 août : Joseph Asajiro Satowaki, cardinal japonais, archevêque de Nagasaki (° 1er février 1904)

### Septembre
- 2 septembre : Eugène-Marie Ernoult, prélat français, archevêque de Sens (° 13 novembre 1926)
- 18 septembre : Henri Caffarel, prêtre français, fondateur des Équipes Notre-Dame, serviteur de Dieu (° 30 juillet 1903)
- 21 septembre : Henri Nouwen, prêtre et écrivain néerlandais (° 24 janvier 1932)

### Octobre
- 2 octobre : Raymond Boccard, religieux et résistant français, Juste parmi les nations (° 7 septembre 1904)
- 29 octobre : Christophe Munzihirwa, prélat jésuite congolais, archevêque de Bukavu, assassiné (° 1926)

### Novembre
- 14 novembre : 
  - Alfred Bérenguer, prêtre, homme politique et humanitaire algérien (° 30 juin 1915)
  - Joseph Bernardin, cardinal américain, archevêque de Chicago (° 2 avril 1928)
- 21 novembre : Olindo Pasqualetti, prêtre, latiniste, poète et écrivain italien (° 12 septembre 1916)
- 30 novembre : Phocas Nikwigize, prélat rwandais, évêque de Ruhengeri (de) (° 23 août 1919)

### Décembre
- 2 décembre : Jean Jérôme Hamer, cardinal belge de la Curie, précédemment archevêque titulaire de Lorium (de) (° 1er juin 1916)
- 26 décembre : Narciso Jubany Arnau, cardinal espagnol, archevêque de Barcelone (° 12 août 1913)

### Date précise inconnue
- Peter Watterson, évêque épiscopalien américain devenu prêtre catholique (° 26 août 1927)